# Hội chứng Parinaud
Hội chứng Parinaud, còn được gọi là mất khả năng liếc dọc, và dấu hiệu mặt trời lặn là tình trạng mất khả năng di chuyển lên xuống của mắt. Gây ra bởi chèn ép lên trung tâm phối hợp liếc dọc nằm ở nhân kẽ đầu bó dọc giữa (riMLF). Mắt mất khả năng di chuyển lên và xuống.
Nó là một tập hợp các cử động mắt bất thường và rối loạn chức năng đồng tử. Gây ra bởi các tổn thương của phần trên thân não và được theo đặt tên Henri Parinaud (1844-1905), người được coi là cha đẻ của ngành nhãn khoa Pháp.

## Dấu hiệu và triệu chứng
Hội chứng Parinaud  bao gồm các cử động mắt bất thường rối loạn chức năng đồng tử, đặc trưng bởi:
- Liệt nhìn lên: thường còn khả năng nhìn xuống.[3]
- Giả đồng tử Argyll Robertson: mất khả năng điều tiết và đồng tử trở nên hơi giãn như đang nhìn gần.
- Rung giật nhãn cầu co, hội tụ: thường xảy ra khi cố gắng nhìn lên. Khi nhìn lên nhanh, mắt giật lại và đồng tử co lại.
- Co mí mắt rút (dấu hiệu Collier)
- Dấu hiệu mặt trời lặn: các bác sĩ phẫu thuật thần kinh thường quan sát thấy dấu hiệu nhiều nhất ở những bệnh nhân đặt dẫn lưu não thất thất bại.

## Nguyên nhân

Cắt dọc phần não giữa tổn thương

Hội chứng Parinaud thường do chấn thương, trực tiếp hoặc chèn nén hoặc thiếu máu não giữa
Nó thường liên quan với ba nhóm chính:
- Bệnh nhân trẻ với U não trong tuyến tùng hoặc não giữa: pinealoma (germinomas não) là tổn thương phổ biến nhất gây ra hội chứng này.
- Phụ nữ ở độ tuổi 20, 30 tuổi mắc xơ cứng rải rác
- Bệnh nhân sau cơn đột quỵ thân não trên.

Tuy nhiên, bất kỳ tác động chèn ép, thiếu máu hay tổn thương đến vùng này đều có thể gây ra những hiện tượng này: tắc dịch não tủy, xuất huyết não, dị dạng động tĩnh mạch não, chấn thương, nhiễm toxoplasmosis não. Khối u và phình mạch lớn vùng  hố sau cũng liên quan với hội chứng não giữa.

## Tiên lượng và điều trị
Dấu hiệu về mắt của hội chứng Parinaud thường cải thiện chậm sau vài tháng, đặc biệt liên quan với giải quyết nguyên nhân gây bệnh. 
Điều trị chủ yếu là giải quyết trực tiếp nguyên nhân gây hội chứng não giữa. Cần chụp hình sọ não để loại trừ tổn thương giải phẫu hoặc các nguyên nhân khác. 